# 普林斯頓號航空母艦 (CV-37)
普林斯頓號航空母艦（USS Princeton CV-37）是一艘隸屬於美國海軍的航空母艦，為艾塞克斯級航空母艦的十九號艦，在非官方上亦是長艦體艾塞克斯級的九號艦。她是美軍第五艘以普林斯頓為名的軍艦，以紀念美國獨立戰爭中的普林斯頓戰役。
普林斯頓號在1943年於費城海軍造船廠開始建造，艦名原為福治谷（Valley Forge）。後來輕型航空母艦普林斯頓號在雷伊泰灣海戰被日軍擊沉，海軍將在費城建造中的航空母艦更名為普林斯頓號，以作紀念。
普林斯頓號在1945年下水，並在第二次世界大戰結束後方才服役。由於戰後海軍經費短缺，普林斯頓號在1949年首次退役；但一年後韓戰爆發，普林斯頓號便迅即重返現役，接連參與多場戰鬥，並在期間1952年重編為攻擊航母（CVA-37）。韓戰結束後不久，普林斯頓號被重編為反潛航母（CVS-37），繼續留在太平洋服役。
1959年，普林斯頓號再重編為兩棲突擊艦，舷號改為LPH-5，轉為搭載美國海軍陸戰隊的直升機。越戰期間，普林斯頓號多次派陸戰隊登陸作戰，並在退役前夕參與了太陽神計畫，回收了太陽神10號的太空艙。1970年普林斯頓號退役除籍，最後於1973年出售拆解。
由於普林斯頓號並不像許多姊妹艦一般進行過SCB-27及SCB-125改建，故其仍維持著當初完工下水時的開放式艦艏，亦未改裝成斜角飛行甲板。

## 建造與早年服役
普林斯頓號於1943年9月14日在費城海軍造船廠開始建造，其時艦名仍為福治谷，舷號為CV-37。1944年12月24日，輕型航空母艦普林斯頓號在雷伊泰灣海戰被日軍擊沉。為紀念戰損，海軍在同年11月21日將費城建造中的CV-37更名為普林斯頓；而福治谷則改為命名CV-45。1945年7月8日，普林斯頓號下水，但要到11月18日才服役，其時第二次世界大戰已經結束。
服役後普林斯頓號到加勒比海試航，並留在大西洋執勤。1946年6月，普林斯頓號前往西海岸，途經巴拿馬運河，在31日抵達聖地牙哥，並加入太平洋艦隊。
7月3日，普林斯頓號進行首次西太平洋巡航，並運載已故菲律賓總統曼努埃爾·奎松的遺體，送返菲律賓下葬。稍後普林斯頓號到訪中國及日本等地，然後由香格里拉號與安提頓號接替，在1947年4月15日返抵聖地牙哥。
1948年10月1日，普林斯頓號與塔拉瓦號一同前往西太平洋，並在13日抵達珍珠港。其時國共內戰全面展開，普林斯頓號與塔拉瓦號到中國東海警備，在29日到青島停泊。稍後普林斯頓號留在中國東海警備，而塔拉瓦號則前往諾福克海軍基地，作首次環球航行。12月23日，普林斯頓號返抵聖地牙哥，結束巡航，並預備退役。1949年6月21日，普林斯頓號退役，並在後備艦隊封存。
·

## 韓戰

### 長津湖戰役與興南撤退

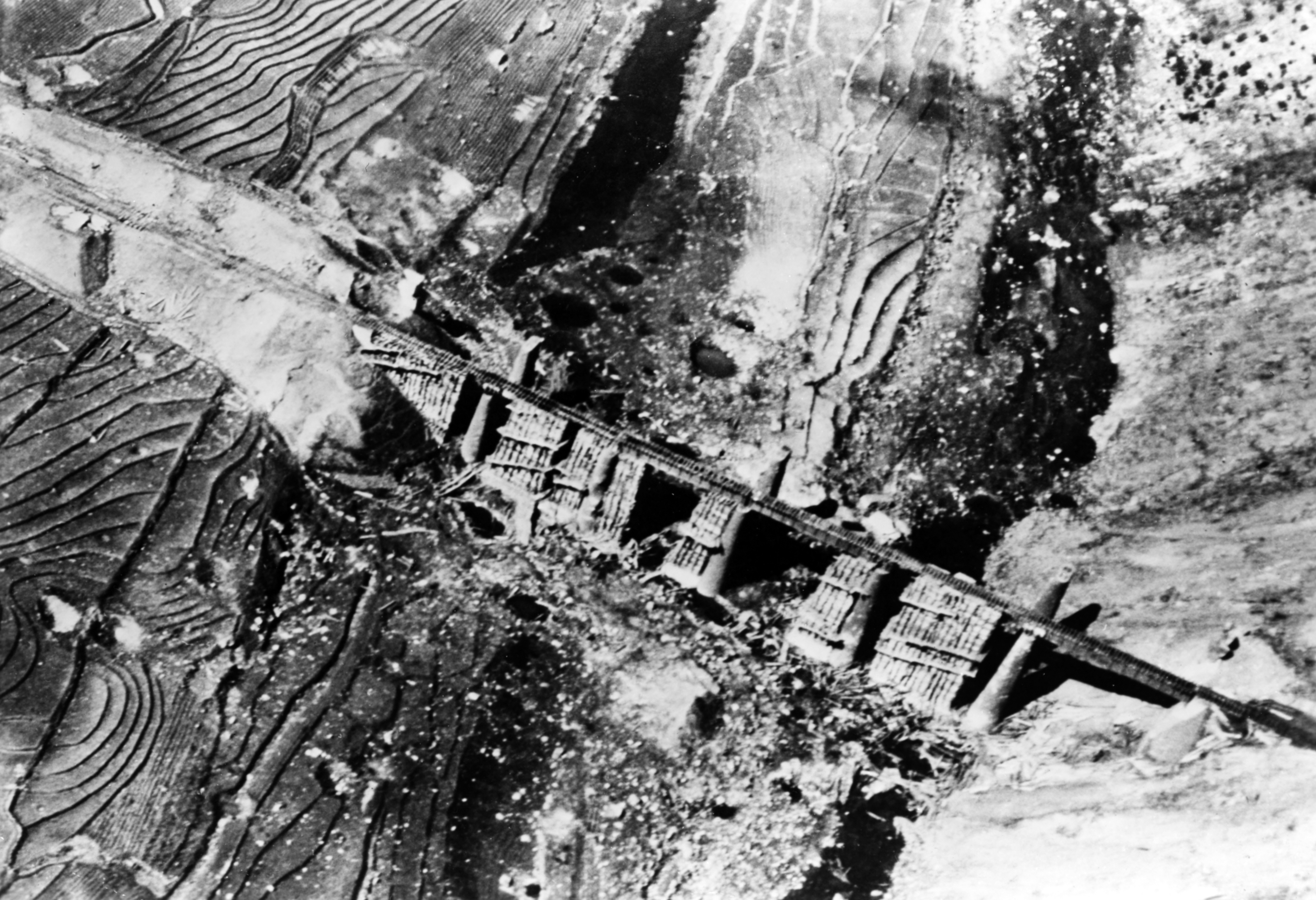
1951年3月30日，美國海軍的飛機再一次偵察並拍攝「卡森谷地」（Carlsons Canyon）的鐵路橋，可見橋樑旁邊的木材支撐。卡森谷地可為美軍切割鐵路行動失敗提供有力解釋：自3月初普林斯頓號曾三次攻擊該處，並兩次使橋樑無法通車；然而志願軍及朝鮮人民軍技工連夜搶修，到相片拍攝當日，橋樑又再次接近完全修復。4月2日海軍將橋樑所有結構徹底摧毀，但志願軍則改為興建繞道，運輸仍未有中斷。適逢志願軍再次發動地面進攻，海軍將攻擊重心轉為密接支援，卡森谷地橋之爭才告一段落。

1950年6月25日，朝鮮人民軍越過三八線，突襲大韓民國，韓戰爆發。此時美軍在西太平洋僅有福治谷號一艘大型航空母艦執勤。美軍即時命菲律賓海號趕往西太平洋，同時命拳師號運載美國空軍的飛機，前往支援南韓。
由於美軍極度缺乏現役航空母艦，海軍隨即命正在封存的普林斯頓號準備再次服役。8月28日，普林斯頓號重新服役，隨即在近海作嚴密訓練。11月9日，普林斯頓號搭載第19航空聯隊（Air Group 19），前往西太平洋，並最終在12月5日與第77特遣艦隊會合，同行艦有旗艦菲律賓海號及雷伊泰號。
此時聯合國軍正陷入極大危機。中國人民志願軍在11月25日及27日先後發動清川江戰役及長津湖戰役，將西線的美國第八軍團及東線的第十軍包圍。到12月3日，海軍開始全力支援第十軍，以使其可在興南（Hungnam）撤走。普林斯頓號隨即晝夜派出飛機，聯同其他航空母艦及海軍陸戰隊，為第十軍提供嚴密的空中密接支援。12月6日，在下碣隅里集合完畢的第十軍開始向南突圍，撤向古土里，普林斯頓號等艦一直派F4U到場，攻擊於山頭險要的志願軍，為陸戰隊開路。8日普林斯頓號與雷伊泰號暫到外海補給，而當日第十軍則開始翻越黃草嶺（Funchilin Pass），並在11日全部撤出，抵達咸興。13日起，普林斯頓號連日攻擊迫近興南港的志願軍，並引導艦炮轟擊其陣地，以使美軍及難民可安全撤退。24日，美軍與難民全部撤出興南，並炸毀港口設施。普林斯頓號的機隊為最後一批離開的美軍飛機；而志願軍則在當晚平安夜佔領興南。接著普林斯頓號等隨即返回佐世保，並在26日抵達。

### 鐵路切斷、華川郡水壩及絞殺行動

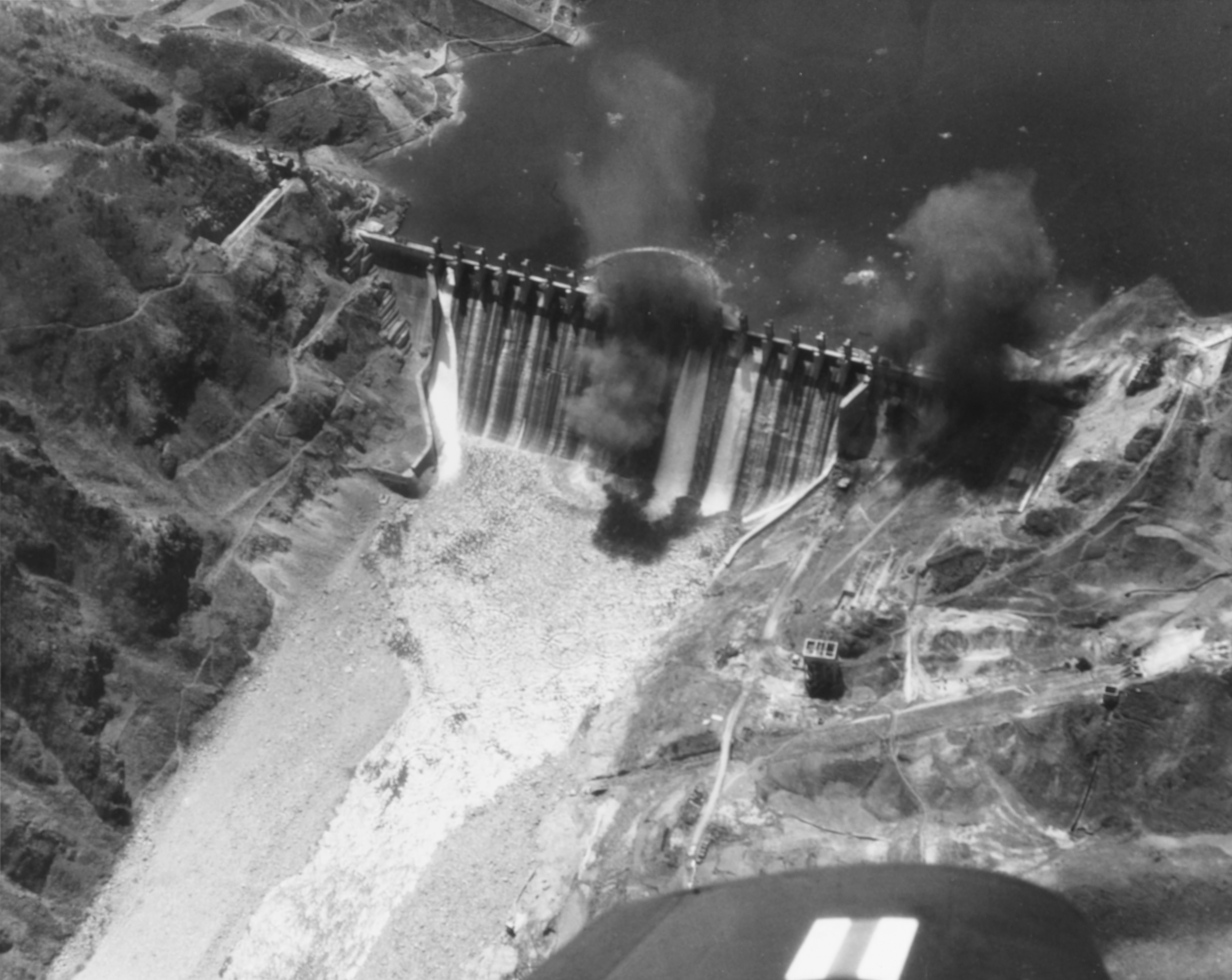
1951年5月1日，華川郡水壩的水閘被普林斯頓號的A-1以魚雷擊毀，使後撤的志願軍無法利用水壩蓄水，以水掩下游的聯合國軍。這也是韓戰中美國海軍僅有一次使用魚雷作戰。

1951年1月18日，普林斯頓號離開佐世保，並繼續派飛機到朝鮮半島東岸作空中密接支援；到29日，艦隊開始減少密接支援，轉為切斷鐵路及公路，試圖延緩志願軍南進，甚至切割其部隊。接著普林斯頓號派飛機空襲新浦市、清津市及咸興一帶，到2月初又曾派飛機遠道到漢城提供密接支援。2月13日，普林斯頓號前往橫須賀休整，於15日抵達。16日海軍開始從海路封鎖元山。
2月23日，普林斯頓號離開橫須賀，並在26日與艦隊會合，加緊切斷鐵路橋樑。但切割行動不久便演變為破壞與搶修之爭：美軍每每擊傷一座橋樑，志願軍或北韓軍隊便於入黑後搶修，恢復通行。當中又以吉州郡南方的「卡森谷地」（Carlson's Canyon）鐵路橋為最。3月2日早上，普林斯頓號一架偵察機發現該座鐵路橋，並在返艦後向艦長詳細報告該處地勢。下午普林斯頓號隨即派飛機前往攻擊，但橋樑受損輕微。3日早上，普林斯頓號再派八架A-1攻擊機前往轟炸，並摧毀六座橋墩中的一座，擊傷另外三座；7日普林斯頓號第三次派飛機前往攻擊，又摧毀額外一座橋墩。但當普林斯頓號轉為攻擊其他目標時，志願軍與北韓軍隊連夜搶修橋樑，到14日普林斯頓號再次偵察卡森谷地鐵路橋時，發現橋樑快可再次通車。15日普林斯頓號與福治谷號等艦派飛機作聯合攻擊，並用上凝固汽油彈，將橋樑的臨時木質支撐燒毀，兼再摧毀兩座橋墩。此時原有的六座橋墩只剩下兩座，且普林斯頓號等同時轟炸谷地四周的鐵路網，但志願軍仍未有放棄搶修。與此同時，海軍在3月8日開始從海路封鎖城津。27日，空軍應海軍要求，派B-29轟炸機以延時炸彈攻擊卡森谷地，但志願軍在4月初幾乎又將橋樑徹底修復。4月2日，普林斯頓號與拳師號派兩波飛機再作攻擊，並幾乎將橋樑所有結構摧毀，迫使北韓技工放棄修理，改為興建繞道。4日普林斯頓號由菲律賓海號接替，返回橫須賀休整，在6日抵達。14日麥克阿瑟被杜魯門解職。
4月16日，普林斯頓號離開橫須賀，在18日與艦隊會合。早前艦隊曾到台灣海峽戒備，以防止中國人民解放軍進攻台灣。22日，志願軍發動第五次戰役，臨津江戰役亦於同日爆發。艦隊將重心再次轉移至空中密接支援，至5月1日臨津江戰役結束為止。26日，海軍開始從海路封鎖興南。臨津江戰役即將結束之際，聯合國軍恐怕撤退的志願軍會關閉華川郡水力發電廠的水閘蓄水，然後水淹聯合國軍，命B-29前往攻擊水壩的水閘，以釋放儲水。由於效果不佳，聯合國軍改命海軍執行任務。4月30日，普林斯頓號派六架A-1及五架F4U前往俯衝轟炸水閘，但水閘毫無損傷。5月1日，普林斯頓號改派八架裝載魚雷的A-1，並命12架F4U掩護，再次前往攻擊。最終八枚魚雷有六枚命中目標，將中央的水閘徹底摧毀，並擊穿另一個水閘，使志願軍無法操縱水壩水位。這也是美軍在韓戰僅有一次使用魚雷。接著普林斯頓號恢復切割鐵路，同時派飛機引導戰艦炮火，轟擊城津市，直至13日為止。16日昭陽江戰役爆發，志願軍在東線大舉進攻第十軍團，使艦隊再次將重心轉為空中密接支援。19日普林斯頓號撤返橫須賀，在22日抵達休整。而聯合國軍則在19及21日開始反攻疲乏的志願軍，並緩緩向北推進，直至6月2日，此後戰爭陷入疆持。
5月31日，普林斯頓號離開橫須賀，在6月2日與艦隊會合。好人理查號在日前接替返國的菲律賓海號。由於切斷鐵路的效果不彰，5日李奇微下令開始絞殺行動（Operation Strangle），改為切斷三八線以北的公路，並集中攻擊其要害之處（如橋樑、隧道等）。普林斯頓號開始日以繼夜攻擊北韓的公路網絡，但志願軍及北韓軍隊既可快速搶修道路；又於沿路佈置防空炮，加劇美軍損失；而且道路的彈坑並不能使運輸車隊停駛，使美國無法斷絕地面運輸。普林斯頓號持續作戰至7月1日，然後撤返橫須賀休整，在3日抵達。
7月12日，普林斯頓號離開橫須賀，在14日與艦隊會合。艦隊繼續進行絞殺行動，但8月1日至3日大霧，令艦隊一度中止飛行作業。普林斯頓號除了切斷公路外，亦如常派飛機到元山等地執勤。8月10日普林斯頓號返回橫須賀休整，在12日抵達，並預備返國。21日普林斯頓號返抵聖地牙哥，並進入船廠維修。

### 水豐水庫、平壤與工業設施

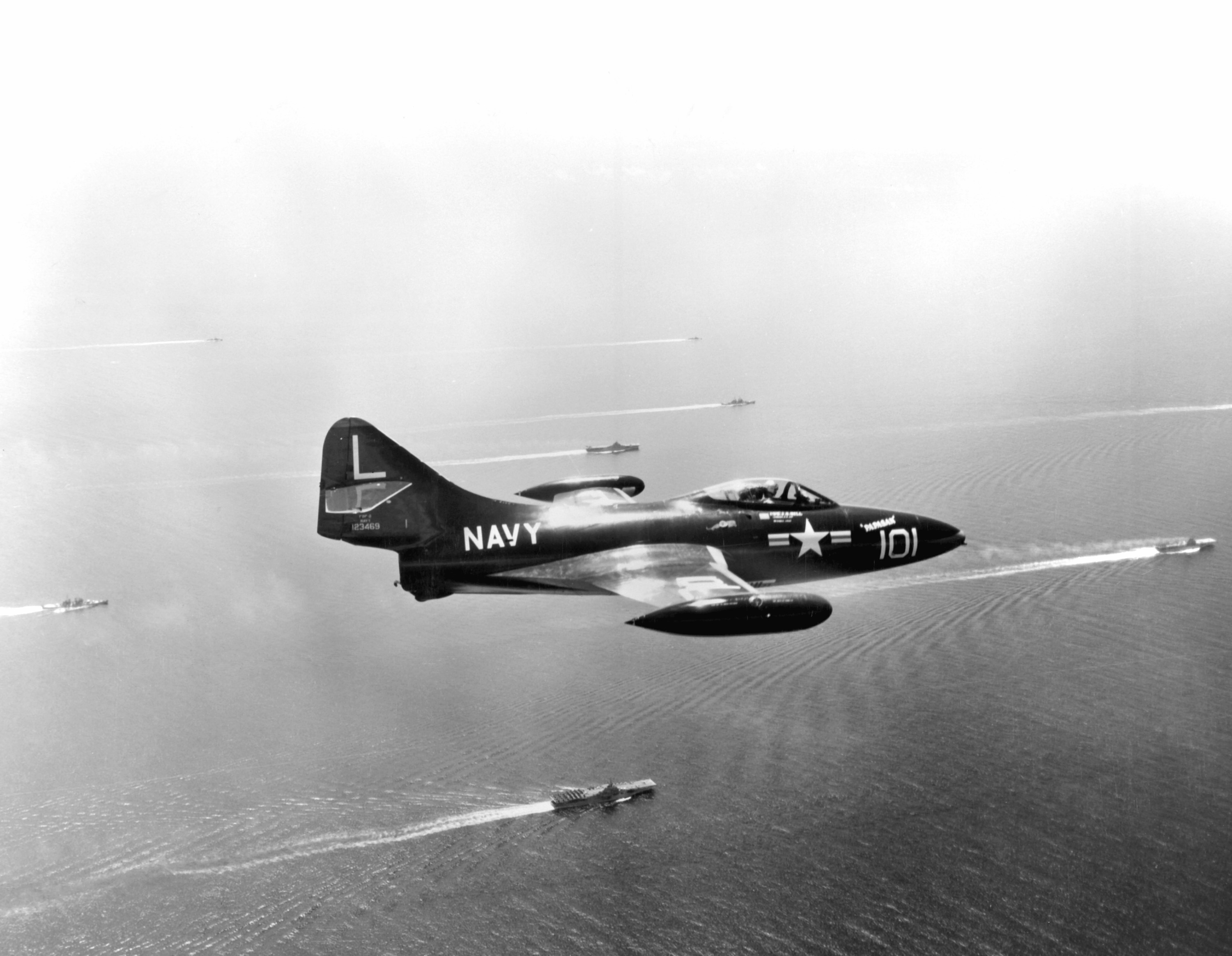
1952年8月1日，一架F9F掠過第77特遣艦隊。照片右方、煙囪冒煙的是艾塞克斯號；後方的兩艘航空母艦則分別是好人理查號與普林斯頓號。

1952年3月21日，普林斯頓號再次前往西太平洋參戰，並在4月14日抵達橫須賀，留在近岸訓練。25日普林斯頓號前往沖繩，並在27日至28日於該處進行兩棲作戰演習，然後前往朝鮮半島。30日普林斯頓號在海上與福治谷號及菲律賓海號會合，並接替到日本休整的拳師號，開始作戰。美軍在上年夏天終止絞殺行動，再將重心轉為切斷鐵路，並攻擊元山、城津及興南等地。普林斯頓號開始日復日派飛機執勤，亦偶爾派夜間戰鬥機攻擊。此時北韓技工漸掌握到艦隊的夜間出擊時間，並乘戰機離開時才現身搶修，甚至補給。艦隊於5月開始代號失眠行動（Insomnia），隨機重編夜間出擊時間，並成功多次攻擊補給車隊。航空母艦亦開始與炮艦聯合行動。驅逐艦、巡洋艦甚至戰艦開火轟擊陸上防空炮，而航空母艦則在空中轟炸，並引導艦炮。14日普林斯頓號返回橫須賀休整，在16日抵達。
6月2日，普林斯頓號離開橫須賀，並在4日與艦隊會合。普林斯頓號等繼續集中切斷元山及清津一帶鐵路，但切斷行動卻一直未能阻止或切割志願軍。美軍最終決定將攻擊重心轉到工業設施。23日普林斯頓號、拳師號、好人理查號及菲律賓海號等海軍航空母艦，聯同空軍及陸戰隊的飛機，攻擊水豐、豐山、赴戰及長津四地的水力發電廠，共13座電站。空軍先派出84架F-86到鴨綠江邊境的米格走廊掩護，由海軍先轟炸水豐。起初機隊攻擊時間訂於23日上午9時30分，後因天氣不佳而延遲至下午4時。下午2時，普林斯頓號等四艘航空母艦，先派出35架A-1及35架F9F前往水豐，稍後再派飛機攻擊其他地區；下午3時55分，海軍轟炸機接近水豐水庫，而在附近巡弋的F-86未有發現米格；下午4時，F9F先攻擊水庫四周的防空炮，A-1則緊隨其後攻擊電站，在兩分鐘內投下近90噸炸彈。緊接的是從大邱起飛的79架F-84及水原市的45架F-80，再次轟炸水庫。同時，航空母艦的102架F4U、18架A-1及18架F9F攻擊了赴戰及豐山；空軍52架P-51亦攻擊了赴戰；陸戰隊的78架A-1、F4U及F9F則攻擊了長津。24日上午，艦隊作第二日攻擊。普林斯頓號及好人理查號攻擊水豐；而拳師號與菲律賓海號則攻擊豐山；下午普林斯頓號派機隊攻擊豐山，而拳師號及另外兩艘航空母艦則攻擊江原道各地的發電廠。兩日對水庫攻擊共摧毀11座電站，另外重創兩座，全部電站均因此無法運作，使北韓一夕之間損失了90%電力供應，並停電兩星期；而中國東北亦損失約23%電力。26日普林斯頓號離開艦隊，在28日返抵橫須賀休整。
7月4日，普林斯頓號離開橫須賀，在6日與艦隊會合。11日，普林斯頓號與好人理查號分別派出46架及45架飛機，並聯同空軍、陸戰隊、澳洲空軍及英國航空母艦海洋號，攻擊北韓首都平壤。普林斯頓號與好人理查號負責攻擊平壤東南部的鐵路維修設施及工廠，而其他部隊則攻擊軍營、橋樑、倉庫及軍事總部等等重要據點。普林斯頓號兩艦的機隊雖遭遇密集防空炮火，但仍成功摧毀目標設施。全日聯合國軍共派出1,254架次飛機進行攻擊，投下1,400噸炸彈及23,000加侖凝固汽油彈，並使平壤電台斷絕通訊兩日。接著普林斯頓號等繼續攻擊北韓各處的工業設施，又於28日聯摧毀了吉州郡的菱鎂礦廠（Magnesite plant）。8月4日普林斯頓號返回橫須賀休整，在6日抵達。
8月16日，普林斯頓號離開橫須賀，並在18日與艦隊會合。早前艾塞克斯號加入艦隊；而此時艦隊正在迴避颱風海倫（Typhoon Karen），未有派飛機作戰。20日，普林斯頓號與艾塞克斯號分別派出62架及43架飛機，聯同空軍及陸戰隊機隊，空襲西海岸邊境南陽里（Namyang-ni）的補給點，摧毀多座建築。期間兩艦機隊曾遭遇米格-15，但雙方沒有交火。29日艾塞克斯號與拳師號又派機隊，與空軍等再次聯合空襲平壤，聯合國軍總出擊數更高達1,403架次；但普林斯頓號未有參與其中。9月1日，普林斯頓號與艾塞克斯號派出兩波飛機，攻擊於恩德郡邊境的阿吾地煉油廠（Aoji Oil Refinery），幾乎將之徹底摧毀；拳師號則派機隊空襲汶山（Munsan）的鋼鐵廠，及清津市的工業設施。各地因接近蘇聯邊境，幾乎沒有部署防空炮，使美軍空襲效果大增。16日奇爾沙治號加入艦隊，而普林斯頓號則在18日返回橫須賀休整，於20日抵達。
9月29日，普林斯頓號短暫離開橫須賀，到茅崎市近海進行兩棲登陸演習，然後返回港口。10月1日，普林斯頓號被重編為攻擊航母，舷號改為CVA-37。次日普林斯頓號再次離開橫須賀，在4日與艦隊會合。由於鐵路切斷與轟炸工業設施未有見效；第七艦隊司令克拉克中將在9日命艦隊開始改作切羅基攻擊（Cherokee Strikes）及密接支援；當日普林斯頓號、艾塞克斯號、及奇爾沙治號空襲了第十軍團迫擊炮射程外的步兵及補給。15日普林斯頓號到外海模擬兩棲登陸作戰，但因天氣惡劣，效果不彰。次日普林斯頓號返回橫須賀休整，在18日抵達，並預備返國。11月3日普林斯頓號返抵聖地牙哥，結束第二次韓戰巡航。

### 切羅基攻擊與戰爭結束

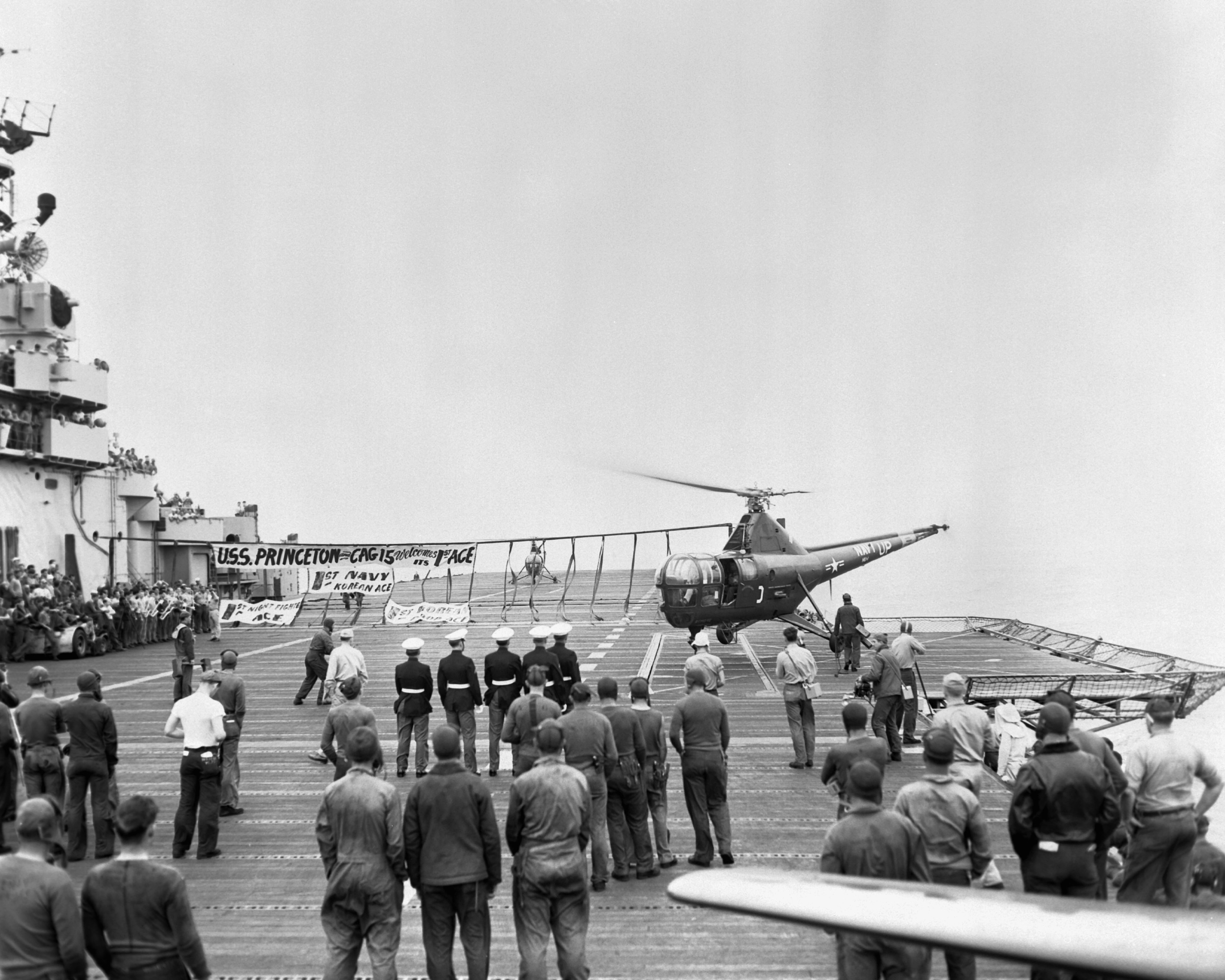
1953年7月17日，普林斯頓號的艦長、軍樂隊及水兵齊集甲板，拉起橫額，迎接由陸上返艦的王牌飛行員佳·波特朗（Guy Bordelon）。由於北韓在戰爭末端經常派飛機夜襲漢城一帶；海軍將普林斯頓號部分夜戰飛行員調到陸戰隊基地作戰，期間波特朗擊落了五架北韓飛機，成為海軍在韓戰中唯一一位王牌飛行員。

1953年1月24日，普林斯頓號離開聖地牙哥，再次前往韓戰戰場，並先前往橫須賀。3月10日，普林斯頓號離開日本，在13日與艦隊會合，同行艦有旗艦奧里斯卡尼號、福治谷號及菲律賓海號。此時艦隊主要執行切羅基攻擊及空中密接支援，同時亦切斷吉州與端川市之間的鐵路、攻擊元山及引導艦炮轟擊城津。4月1日普林斯頓號離開艦隊，在3日抵達橫須賀休整。
4月13日，普林斯頓號離開橫須賀，在海上演習訓練後，於17日與艦隊會合。艦隊主要任務仍為切羅基攻擊及密接支援。普林斯頓號集中攻擊前線的步兵陣地及戰壕，亦轟炸了興南等地的工業設施及運輸車隊。為增加攻擊成效，普林斯頓號一度准許出擊機師自由選擇目標攻擊。普林斯頓號持續執勤至5月15日，才離開艦隊，於16日在佐世保稍作停留，然後前往南中國海，在19日抵達香港休假，然後才返回日本。
6月9日，普林斯頓號離開橫須賀，於11日與尚普蘭湖號等會合。此時停戰談判接近尾聲，北韓軍隊開始恢復進攻，並佔領了高城郡附近的錨地山（Anchor Hill）及另外數個據點，以獲取終戰前之勝利。6月6日克拉克下令艦隊轉為全力支援地面聯合國部隊。13日晚，志願軍猛擊南韓第二軍團（Second ROK Corps），並逼使首都師（Capitol Division）後撤。與此同時，北韓亦在夜間派出飛機，多次在夜間突襲漢城。16日克拉克將普林斯頓號的一部分夜間戰鬥機機師調走，派駐陸戰隊的基地，協助攔截敵機。29日，原屬普林斯頓號的夜戰飛行員佳·波特朗（Guy Bordelon）擊落兩架夜襲戰機，再分別於7月5日及17日擊落兩架及一架，成為海軍在韓戰期間僅有的王牌飛行員。另一方面，克拉克在7月14日下令，所有航空母艦如無特別調動，必須將全部出擊飛機派往支援地面士兵。普林斯頓號等繼續日以繼夜派飛機提供密接支援，大幅增加飛機出擊數，並延長執勤時間，直至27日朝鮮停戰協定簽訂為止。普林斯頓號在當日出擊了124架次，而停火則在晚上10時生效。
韓戰停火後，普林斯頓號繼續在朝鮮半島外海巡邏戒備，在8月1日前往橫須賀休整，於3日抵達。此時普林斯頓號已連續在外海執勤56日。14日普林斯頓號再次離開橫須賀，在16日與艦隊會合。次日克拉克到艦上頒發獎章，而普林斯頓號則繼續在外海戒備，直到9月1日為止。3日普林斯頓號抵達橫須賀，並預備返國。21日普林斯頓號返抵聖地牙哥，結束韓戰巡航。

## 反潛航母及兩棲突擊艦

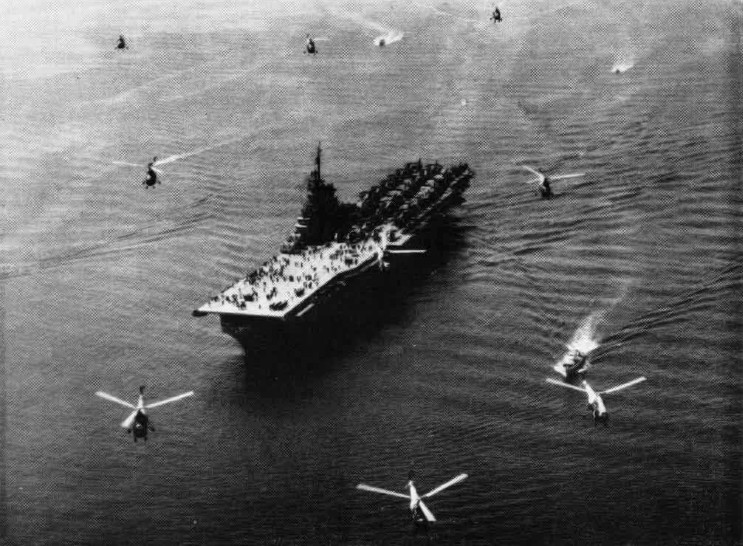
1954年，普林斯頓號派出多架反潛直升機演習。韓戰結束後不久，普林斯頓號便被重編為反潛航母，以應付蘇聯的潛艇威脅。

返國後普林斯頓號留在近岸執勤。此時美國正研究發展反潛航母，以應付蘇聯的潛艇威脅。1954年1月1日，普林斯頓號率先重編為反潛航母，舷號改為CVS-37，即時前往布雷默頓普吉灣船廠改建。改建完成後，普林斯頓號在近岸訓練，並在11月前往西太平洋巡航，於1955年4月返回美國。接著三年，普林斯頓號再三次前往西太平洋，進行反潛演習及追蹤，並曾到印度洋，為斯里蘭卡水災災民提供人道救援。

1959年3月2日，普林斯頓號再重編為兩棲突擊艦，舷號改為LPH-5，開始搭載陸戰隊及直升機作戰。5月起，普林斯頓號一直留在西海岸，在彭德爾頓海軍陸戰隊基地外海訓練，直到1960年1月，才前往西太平洋，並在沖繩外海演習。此時美國進一步介入越南內戰，開始派「軍事顧問」協助南越；1962年3月，普林斯頓號搭載了海軍陸戰隊的直升機，到朔莊市卸載，以協助南越對抗北越。同年9月至11月，普林斯頓號亦參與了多米尼克行動（Operation Dominic I），在核試中擔任觀測艦隊旗艦。

## 越戰與太空任務

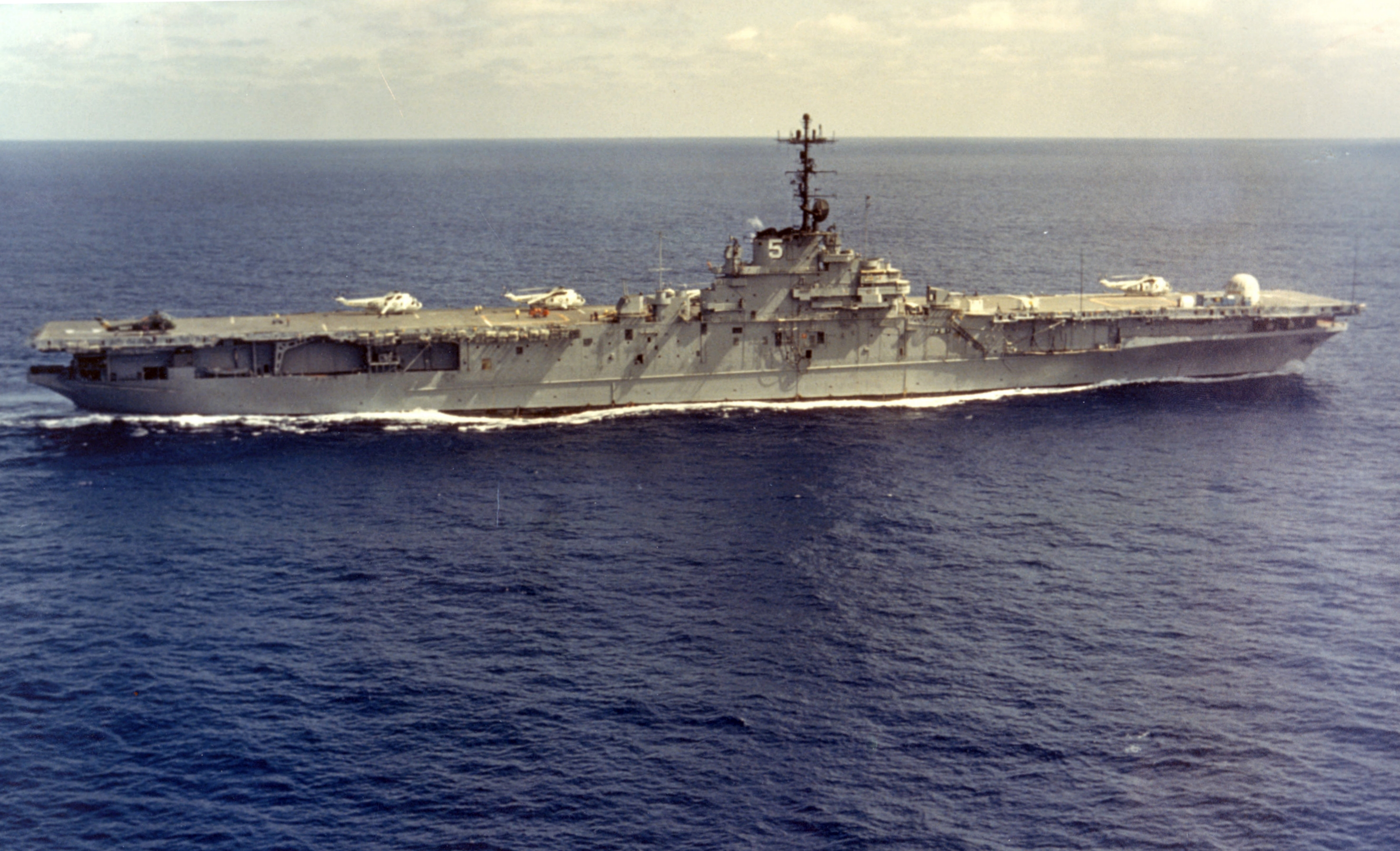
1969年，改裝成兩樓突擊艦的普林斯頓號正在南太平洋，預備回收太陽神10號太空艙。此前數年，普林斯頓號多次參與越戰戰鬥，派艦上的陸戰隊及直升機到陸上作戰。

1964年8月，北部灣事件發生，美國全面介入越戰。普林斯頓號在10月離開母港長灘，前往越南作戰，並在11月初於香港休整。11月4日及8日，越南中部接連遭到颱風艾瑞絲（Typhoon Iris）及颱風瓊安（Typhoon Joan）吹襲，造成嚴重水災；10日普林斯頓號即時離開香港，前往南越協助救災。14日颱風凱特（Typhoon Kate）登陸南越，為該月第三股吹襲越南的颱風，加劇水災。普林斯頓號持續七日派直升機協助救災，然後恢復正常執勤。
1965年初，普林斯頓號終於預備首次登陸作戰。3月陸戰隊在峴港登陸，然後轉移到富牌（Phu Bai），但普林斯頓號未有參與。5月7日陸戰隊登陸朱萊（Chu Lai），並在當地建立基地及飛行跑道，以供A-4攻擊機使用；登陸期間，普林斯頓號一直派直升機在空中掩護，但登陸沒有遭遇任何敵軍。朱萊登陸後普林斯頓號由硫磺島號接替，然後啟程返回長灘。
返國後普林斯頓號留在近岸訓練，並在8月11日搭載陸戰隊，運到越南作戰。航行期間，美軍發動星光行動，派陸戰隊登陸搜索越共游擊隊，並首次遭遇戰鬥。9月3日普林斯頓號在峴港卸下直升機，然後返回長灘。
1966年2月，普林斯頓號再次前往越南作戰，並在3月5日接替返國的福治谷號。26日，普林斯頓號參與支索行動（Operation Jackstay），派陸戰隊登陸西貢以南的楨沙特別區（有殺手森林之稱），以搜索並消滅當地的越共游擊隊。登陸前夕，漢考克號的飛機準時發動空襲，為登陸部隊清場；美軍原定在6時30分登陸，但因登陸艦機件故障，被迫推遲登陸到7時15分；這又使到後續的火炮無法按時登陸，錯過漲潮時間，最終炮兵要到下午5時才成功登陸。與此同時，普林斯頓號亦預備派直升機登陸；但因著陸點有猛烈雷暴，使到直升機亦要延遲起飛，到7時20分才抵達預定登陸點。雖然如此，登陸美軍未有遭遇敵人，僅有零星狙擊手交火。稍後美軍開始向林地推進，並接連與越共游擊隊交戰。普林斯頓號一直派直升機提供密接支援，並且將傷兵及中暑軍人送返艦上；而小鷹號則在稍後接替漢考克號，繼續派飛機作空中支援。陸戰隊最終成功摧毀越共在該處的補給及小艇基地，行動在4月6日結束。
4月27日，普林斯頓號轉到南越北部的承天順化一帶，參與奧色治行動（Operation Osage），派陸戰隊登陸富祿縣南部山地，搜索當地的越共游擊隊。陸戰隊既未有搜索到越共藏匿地點，更遭到越共以遙控炸彈攻擊，造成七人死亡。行動在5月4日結束。6月18日，普林斯頓號參與艙房一號行動（Operation Deckhouse I），派直升機到綏和市（Tuy Hòa）西北，以支援正進行彌敦·海爾行動（Operation Nathan Hale）的美國陸軍第1騎兵師及第101空降師。行動中陸戰隊未有遭遇明顯抵抗，但陸軍則與越共爆發激戰。行動在21日結束。
與此同時，美軍接獲情報，指越南人民軍（北越軍）正在廣治省北部聚集軍隊。為此美國海軍陸戰隊聯同越南共和國軍（南越軍），在7月15日於由靈縣附近執行海斯廷斯行動（Operation Hastings），將北越人民軍逐回非軍事區以北；並派另一支部隊執行艙房二號行動（Operation Deckhouse II），在陸上建立基地，然後再與海斯廷斯部隊會師。普林斯頓號分別派直升機參與兩邊行動，並在連日激戰期間提供空中支援。戰鬥在7月底接近結束，普林斯頓號在8月4日收回所有陸戰隊，並由硫磺島號接替，返回沖繩卸載；而行動則在8月5日正式結束。卸載後普林斯頓號啟程返國，在9月2日返抵長灘。
1967年1月30日，普林斯頓號再次前往越南作戰，並先到蘇比克灣。此時美軍尚有硫磺島號及的黎波里號兩艘兩棲突擊艦在越南執勤。3月，陸戰隊在越南非軍事區的炮兵陣地𡑱仙遭到北越軍隊攻擊，普林斯頓號派直升機到當地提供空中支援，並撤走傷兵。4月22日，普林斯頓號參與引路星行動（Operation Beacon Star），派陸戰隊搜索廣治與承天順化省之間的邊界，以殲滅埋伏當地的北越軍隊。起初陸戰隊只遭遇到少量北越軍及越共游擊隊；但到26日，溪生基地的陸戰隊無意發現大量北越軍隊正在西面的山地聚集。美軍即時將引路星行動的執勤地區改為溪生，命陸戰隊迅速乘直升機趕往當地。僅在七小時內，所有原參與引路星行動的陸戰隊員完成轉移，由廣治省北面邊界趕抵溪生，並與北越軍隊爆發激戰。是次戰鬥往往視為1968年溪生戰役的前奏。5月12日陸戰隊員終於擊潰北越軍隊，行動結束，但自身亦有71人死亡，349人受傷。由於戰局不妙，5月美軍獲准進入非軍事區南部作戰，試圖將北越軍隊逐回非軍事區北部，以減輕溪生、由靈及甘露三地的壓力。5月18日，南越軍隊率先發動攻擊，而普林斯頓號則接著派陸戰隊到邊海河河口登陸，然後作戰。28日激戰結束，美軍雖繳獲北越大量的軍用器械及補給，並短暫舒緩了非軍事區附近的壓力，但卻有142人死亡，896人受傷。戰後普林斯頓號預備返國，並在6月19日返抵長灘，進入船廠維修。
1968年5月，普林斯頓號最後一次前往越南作戰。早前北越發動春節攻勢，大舉進攻南越，而此時戰鬥仍然持續。普林斯頓號分別參與了五次主要的兩棲登陸作戰，然後在12月返回長灘，自此未再參戰。
1969年3月，普林斯頓號離開長灘，並前往南太平洋，作太陽神10號的救援船。26日，太陽神10號的指揮艙在美屬薩摩亞以東400海浬濺落。普林斯頓號將太空人送到塔富納後，返回長灘，並預備退役。

## 結局與榮譽
1970年1月30日，普林斯頓號退役，並在同日除籍。1971年9月，海軍將普林斯頓號出售拆解。
普林斯頓號在韓戰獲得八顆戰鬥之星，並在越戰獲得五顆戰鬥之星。全部榮譽見下表：
|                           |             |                                                       |
|                           | Bronze star |                                                       |
|                           | Bronze star | Silver star · Bronze star · Bronze star · Bronze star |
| Bronze star · Bronze star | Silver star |                                                       |
|                           |             |                                                       |

| 海軍作戰行動勳表        |                             |                             |
| 海軍部隊嘉許勳表        | 海軍部隊嘉許獎： 兩次       | 美國戰役獎章                |
| 第二次世界大戰勝利獎章  | 國防部服役獎章： 兩枚       | 韓國服役獎章： 八枚戰鬥之星 |
| 武裝部隊遠征獎章： 三枚 | 越南服役獎章： 五枚戰鬥之星 | 棕櫚葉越南英勇十字部隊嘉許  |
| 聯合國韓國服役獎章      | 越南共和國戰役獎章          | 六二五事變從軍獎章 （追授） |